# カリクラテス
カリクラテス（古代ギリシア語: Καλλικράτης, Callicrátēs）は古代ギリシアの建築家で、紀元前5世紀中ごろに活躍した。イクティノスと共にパルテノン神殿の建設を行ったことで知られる（プルタルコス、『対比列伝』ペリクレス篇、13）。碑文によれば、同じアクロポリスにあるアテーナー・ニーケー神殿も彼が建設した (IG I3 35)。ただしこれについては、現存するアテーナー・ニーケー神殿だという説とそれ以前に建っていて基礎部分のみ現存している小神殿だという説がある。碑文によれば、カリクラテスはアクロポリスを取り囲んでいた市壁の建築家でもあり (IG I3 45)、プルタルコス（前掲書）によればアテナイとピレウスを結ぶ長城 (en) の中ほどにあった3つの壁の建設も請け負ったという。